# Culk
Culk ist eine österreichische Band, die den Stilrichtungen Shoegaze und Post-Punk zugerechnet wird. Culk gibt es seit 2017, ihr gleichnamiges Debütalbum erschien 2019.

## Geschichte
Culk ist ein Quartett, das von der Multi-Instrumentalistin Sophie Löw und ihrem entrückten Gesang geprägt wird. Die Band spielt seit 2017 zusammen. Im September 2018 trat Culk bei Waves Vienna auf. Ihre erste Single namens Begierde/Scham erschien ebenfalls im September 2018, in der Presse als Song der Woche besprochen und auf FM4 häufig gespielt. Der Titel war laut Löw vom Roman Die Mandarins von Paris von Simone de Beauvoir inspiriert. Im Frühjahr 2019 folgte das Debütalbum Culk, das von der Presse zum Album der Woche erklärt wurde. Im Herbst 2020 folgte das zweite Album Zerstreuen über Euch, produziert von Wolfgang Möstl. Andreas Borcholte wählte es im Spiegel zum Album der Woche und lobte die „poetische Kraft und Energie, die im deutschsprachigen Pop und Rock selten“ sei.

## Stil
Die Musik von Culk weist komplexe und selbstreflektierte Lyrics auf, die Sophia Löw auf distanzierte und verletzliche Weise vorträgt. Die Texte sind meist auf Deutsch, manchmal auf Englisch, und thematisieren Konflikte, Gender-Rollen und Gewalt. Die Lyrics werden von Löw und von Johannes Blindhofer geschrieben. Unter dem Gesang liegt ein düsterer Instrumentalteppich mit verzerrten Gitarren und sphärischen Synthesizern. Druck entsteht weniger durch Übersteuerung oder Tempo, eher durch atonale Reibungen und gehaltene Spannung. Rezensenten erkennen Ähnlichkeiten des Synthesizer-Sounds mit The Cure, auch Bauhaus, Velvet Underground und Joy Division wurden genannt.

## Diskografie
- 2018: Begierde/Scham (Single)
- 2019: Culk (Album, Siluh Records)
- 2020: Zerstreuen über Euch (Album, Siluh Records)
- 2020: Nacht (EP, Siluh Records)
- 2023: Generation Maximum (Album, Siluh Records)